# Hans van Manen
Hans van Manen (ur. 11 lipca 1932 w Neuwer Amstel) – holenderski tancerz baletowy i choreograf.
Od 1951 występował we francuskich zespołach baletowych, m.in. w zespole Sonii Gaskell, w 1952 dołączył do Nederlandse Opera Ballet, od 1960 pracował w Nederlands Dans Theater (Holenderskim Teatrze Tańca) jako tancerz, potem choreograf, a 1961-1971 dyrektor artystyczny. Jako choreograf współpracował z zespołami baletowymi w Londynie, Düsseldorfie, Kolonii i Monachium. Opracował choreografię m.in. dla baletów Twilight (muzyka Johna Cage'a, 1972), Adagio Hammerklavier (muzyka L. van Beethovena, 1973), Septet extra (muzyka C. Saint-Saënsa, 1973).